# Dragovac (Bojnik)
Pour les articles homonymes, voir Dragovac.
Dragovac (en serbe cyrillique : Драговац) est un village de Serbie situé dans la municipalité de Bojnik, district de Jablanica. Au recensement de 2011, il comptait 889 habitants.
Dragovac est situé sur les bords de la Pusta reka, un affluent de la Južna Morava.

## Démographie

### Évolution historique de la population
| 1948 | 1953 | 1961 | 1971 | 1981 | 1991  | 2002  | 2011 |
| ---- | ---- | ---- | ---- | ---- | ----- | ----- | ---- |
| 674  | 743  | 785  | 988  | 949  | 1 013 | 1 005 | 889  |

|  |